# Климко (фильм)
«Климко» — советский фильм 1983 года режиссёра Николая Винграновского по мотивам одноимённой повести Григора Тютюнника.

## Сюжет
О судьбе паренька Климко из деревни на Донбассе в годы Великой Отечественной войны: проводив отца на фронт, он с тёткой оказывается в оккупации.
Со своими друзьями Климко оказывается в разных опасных ситуациях: убегает от немецких солдат, оказывается на заминированном картофельном поле.
На рынке во время облавы, когда немецкие солдаты и полицаи хватают молодых женщин и мужчин, чтобы отправить их на работу в Германию, Климко удаётся убежать. По пути домой попадает под обстрел и получает ранение. Восемь месяцев лечится, в это время советские войска изгоняют нацистов.
Климко поступает во вновь открытое после изгнания оккупантов ремесленное училище в городе, где он получает возможность питаться во время учёбы. Хлеб он, как и многие другие ученики, относит домой. В училище Климко зачисляется в третью учебную группу. Им представляют мастера и наставника — Федора Демидовича Снопа, который постепенно обучает ребят изготавливать инструменты, необходимые для сельского хозяйства.
Климко взрослеет и становится хорошим помощником своей тётки. А вскоре после окончания войны домой с фронта возвращается отец.

По сути, фильм распадается на две киноновеллы, объединённые общим героем.
В первой лента показывает картины оккупированной, разорённой войной страны, со стайками почти одичавших детей и рынком — правдивым центром жизни, где можно обменять одни предметы первой необходимости на другие. Украшением этой части (да и фильма в общем) стала игра Костантина Степанкова в небольшой, но выразительной роли инвалида-торговца солью и обувью, где актёр за отведённые ему экранные минуты показал контраст между нищенским положением и широкой, благородной натурой персонажа.
Вторая часть демонстрирует уже освобождённую, но ещё разоренную страну, поступление мальчика в ремесленное училище. Повествование здесь строится на дежурных буднях мастерской с её маленькими «чудесами» в профессии и учёбе с её приключениями.

Финал традиционный: поле, работающие крестьяне — и отец, возвращающийся с войны, знаменуя, что дальше всё будет хорошо.— Анастасія Канівець - Кіноіпостасі Миколи Вінграновського // «Кіно-Театрі», 2021, № 6 (159)

## В ролях
- Сережа Кретов — Климко
- Надежда Бутырцева — тётка Леся
- Павел Пташинский — Василь Силка
- Алексей Добролежа — Василь Обора
- Владимир Станкевич — Василь Кибкало
- Юрий Катин-Ярцев — Федор Демидович Сноп, мастер
- Анатолий Барчук — директор училища
- Станислав Станкевич — Алексей Алексеевич, учитель
- Галина Демчук — мать Василя
- Иван Гаврилюк — отец
- Владимир Алексеенко — дед Штокало
- Аня Зайцева — Маня
- Валя Дригота — Соня
- Люда Ярмолович — Оля
- Константин Степанков — шахтер
- Ирина Мельник — девушка
- Виктор Мирошниченко — дядька на подводе
- Дмитрий Миргородский — полицай
- Виктор Степаненко — полицай

## Съёмки
Съемки фильма проходили в Кагарлыке.